# Імовірнісна логіка
Метою імовірнісної логіки є поєднання здатності  теорії ймовірностей обробляти невизначеність зі здатністю дедуктивної логіки розробляти структури.
Результатом є більш багатий та виразний формалізм з широкою сферою можливого використання. Імовірнісна логіка намагається знайти природне розширення традиційної логічної таблиці істинності: визначені в них результати тепер отримуються за допомогою вірогіднісних виражень. Труднощі імовірнісних логік виражаються у тенденції поєднання обчислювальних складнощів їх імовірнісних та логічних складових. Інші труднощі включають можливість отримання нелогічних результатів, таких, які зустрічаються у теорії Демпстера-Шефера. Необхідність мати справу з широким розмаїттям можливих ситуацій і проблем призвело до появи різноманітних напрямків імовірнісної логіки.

## Історичний контекст
Існують численні напрямки для імовірнісних логік. Неформально вони можуть бути класифіковані наступним чином: логіки, які намагаються створити імовірнісні розширення логічних наслідків, і ті, що намагаються вирішити проблему невизначеності та проблему відсутності доказів (логіку доказів).
Те, що ймовірність та невизначеність є не зовсім те ж саме, можна зрозуміти, зазначивши, що незважаючи на математизацію імовірності в епоху Просвітництва, математична теорія ймовірностей донині не використовується під час судових засідань при визначенні «ймовірності» вини підозрюваного злочинця.
Точніше, у логіці доказів існує необхідність відрізнити правду свідчення від впевненості в його істинності: так, невпевненість у винності підозрюваного відрізняється від надання числової ймовірності скоєння злочину. Один підозрюваний може бути винним або ні, так само, як монета може впасти на «орла» чи «решку». Враховуючи велику кількість підозрюваних, деякий відсоток з них може бути винними, так само, як ймовірність випадання «орла» становить п'ятдесят відсотків. Тим не менш, неправильно приймати закон середніх відносно одного злочинця (або один кидок монети): злочинець не більше «трохи винен», ніж один кидок монети є «трохи „орел“ і трохи „решка“»: ми просто не впевнені в тому, хто є винним. Поєднання ймовірності і невизначеності може бути прийнятним при виконанні наукових обчислень фізичних величин, але є помилкою, з точки зору міркувань і логіки. Так само, як в залі суду міркування, мета використання невизначеного припущення полягає у побудові доказової бази з метою зміцнення впевненості у припущенні, на відміну від прийняття якогось імовірного висновку.
Історично, спроби чисельного уявлення імовірнісних міркувань бере початок з часів античності. Особливо сильний інтерес спалахнув, починаючи з 12-го століття, з роботою схоластів, з винаходом половини доказу (так, два напівдокази — докази є достатніми, щоб довести винність), пояснення внутрішньої впевненості (достатньою впевненістю у скоєнні дії, але не абсолютною впевненістю), розвиток католицького пробабілізму (ідея, що завжди краще покладатися на встановлені доктрини чи міркування експертів, навіть якщо вони є менш ймовірними), появою міркування казуїстики, і вчення Лаксизму (в результаті чого імовірність застосовувалася для надання підтримки практично будь-якому судженню взагалі, причому можливо знайти експертну думку в підтримку майже будь-якого припущення).